# 2e régiment de dragons à pied
Pour les articles homonymes, voir 2e régiment.
Si les dragons sont, habituellement, des unités de cavalerie, certaines unités d'infanterie de l'armée française ont pu porter ce nom sous la Révolution et l'Empire.
Ainsi, à trois reprises, un 2e régiment de dragons à pied a été constitué. En premier lieu au Camp de Boulogne (1803) ; en deuxième lieu, pendant la campagne de 1805, enfin pendant la campagne de 1806.

## 1803
Deux divisions de dragons à pied sont constitués cette année. Ce sont les régiments entiers, qui sont démontés pour les constituer. Le 2e régiment fait partie de la brigade Millet, division Klein.
Les dragons de la division Klein sont cantonnés autour de Compiègne.
À l'ouverture de la campagne d'Austerlitz, les dragons sont remontés.

## 1805
Le 25 août 1805, une division de quatre régiments de dragons à pied est créée à Strasbourg. Chaque régiment de dragon devait fournir 2 compagnies à pied.
Le 2e régiment de dragons à pied est ainsi constitué de compagnies des 10e, 13e et 22e (1er bataillon), 3e, 6e et 11e (2e bataillon).
Fin octobre 1805, tous ces dragons furent remontés et ces régiments de piétons disparurent.

## 1806
Le 12 septembre 1806, Napoléon décide de créer 4 bataillons de dragons à pied, formés en deux régiments. Ils sont rattachés à la Garde Impériale mais n'en font pas partie.
Le 2e régiment est formé à Strasbourg. Il comprend les 3e et 4e bataillons. Ils étaient composés de huit compagnies, issues des 8e, 12e, 16e, 17e, 18e, 21e, 25e et 27e régiments de Dragons.
Ce régiment est rattaché aux Chasseurs à pied de la Garde.
Ce régiment disparait deux mois plus tard, ses dragons étant remontés et rejoignant leurs régiments d'origine.